# Ganda Ria
Ganda Ria is een bestuurslaag in het regentschap Tangerang van de provincie Banten, Indonesië. Ganda Ria telt 4901 inwoners (volkstelling 2010).